# Nistru Otaci
Nistru Otaci (rum. Fotbal Club Nistru Otaci) – mołdawski klub piłkarski z siedzibą w Otaci.

## Historia
Chronologia nazw:
- 1953–1999: Nistru Otaci
- 1999–2000: Nistru-Unisport Otaci
- 2000–2017: Nistru Otaci

Drużyna piłkarska Nistru została założona w maju 1953 w mieście Otaci. 
Do uzyskania niepodległości Mołdawii występował w rozgrywkach lokalnych. W 1992 startował w Divizia A, w której zajął pierwsze miejsce i zdobył awans do pierwszej ligi. W sezonie 1992/93 debiutował w Wyższej Lidze Mołdawii, w której występuje do dziś. W sezonie 1999/2000 po fuzji z klubem Unisport Kiszyniów występował pod nazwą Nistru-Unisport. Po zakończeniu sezonu kluby postanowiły występować osobno i powróciły do swoich nazw.
W 2017 roku klub nie przystąpił do rozgrywek.

## Sukcesy
- wicemistrz Mołdawii: 2001/02, 2003/04, 2004/05
- brązowy medalista Mistrzostw Mołdawii: 2002/03, 2006/07, 2007/08
- zdobywca Pucharu Mołdawii: 2004/05
- 8-krotny finalista Pucharu Mołdawii: 1993/94, 1996/97, 2000/01, 2001/02, 2002/03, 2005/06, 2006/07, 2007/08

## Europejskie puchary
Legenda do wszystkich tabel:
- Q – runda eliminacyjna, 1/16, 1/8, 1/4, 1/2 – odpowiednia faza rozgrywek, Grupa – runda grupowa, 1r gr – pierwsza runda grupowa, 2r gr – druga runda grupowa, F – finał, R – runda, PO – play-off
- k. – rzuty karne, los. – losowanie, Dogr. – dogrywka, w. – zasada bramek strzelonych na wyjeździe

| Sezon   | Rozgrywki        | Runda | Klub                | Dom | Wyjazd | Ogólnie     |
| ------- | ---------------- | ----- | ------------------- | --- | ------ | ----------- |
| 2000    | Puchar Intertoto | 1R    | Cwmbran Town        | 1–0 | 1–0    | 2–0         |
| 2000    | Puchar Intertoto | 2R    | Austria Salzburg    | 1–1 | 2–6    | 3–7         |
| 2001/02 | Puchar UEFA      | Q     | Debrecen            | 1–0 | 0–3    | 1–3         |
| 2002/03 | Puchar UEFA      | Q     | Aberdeen            | 0–0 | 0–1    | 0–1         |
| 2003/04 | Puchar UEFA      | Q     | FK Crvena zvezda    | 2–3 | 0–5    | 2–8         |
| 2004/05 | Puchar UEFA      | 1Q    | Szachcior Soligorsk | 2–1 | 1–1    | 3–2         |
| 2004/05 | Puchar UEFA      | 2Q    | Sigma Ołomuniec     | 0–4 | 1–2    | 1–6         |
| 2005/06 | Puchar UEFA      | 1Q    | Xəzər Lenkoran      | 2–1 | 3–1    | 5–2         |
| 2005/06 | Puchar UEFA      | 2Q    | Graz                | 0–1 | 0–2    | 0–3         |
| 2006/07 | Puchar UEFA      | 1Q    | BATE Borysów        | 0–1 | 0–2    | 0–3         |
| 2007/08 | Puchar UEFA      | 1Q    | Budapest Honvéd     | 1–1 | 1–1    | 2–2, k: 4–5 |
| 2008/09 | Puchar UEFA      | 1Q    | Hertha BSC          | 1–8 | 0–0    | 1–8         |